# Jonathan Ross
Jonathan Stephen Ross OBE (Leytonstone, 17 november 1960) is een Brits televisie- en radiopresentator en filmcriticus. In 2005 werd hij verkozen tot 'machtigste man op de radio' door de Radio Times.

## Thuissituatie
Ross is de zoon van actrice en radiopresentatrice Martha Ross. Hij groeide op in Leytonstone en bezocht, evenals zijn oudere broer Paul, de Norlington School for Boys. Paul Ross is journalist en televisie-editor. Zijn andere broers heten Miley (producent en acteur) en Simon (televisieproducent). Ross heeft een opleiding gevolgd aan de Southampton College of Art en studeerde Modern European History op de School of Slavonic and East European Studies aan de University of London.
In 1988 trouwde hij de tien jaar jongere Jane Goldman en samen hebben ze twee dochters en een zoon: Betty Kitten (vernoemd naar Bettie Page), Harvey Kirby (vernoemd naar Jack Kirby) en Honey Kinny. De familie woont in Hampstead, een wijk in Londen met een groot aantal beroemde en vermogende bewoners.
Van Jonathan Ross is bekend dat hij veel huisdieren heeft, waaronder zeven honden, een kat, een leguaan, twee salamanders, twee chinchilla's, een aantal fretten en, zoals hij zich eens in zijn radioshow liet ontvallen, schapen. Een van de honden, de zwarte mopshond Mr. Pickles, verscheen in een van de afleveringen van Friday Night with Jonathan Ross in het kader van de officiële neem-je-hond-mee-naar-werk-dag.
Ross is een grote fan van David Bowie, Britpop, Star Trek, Doctor Who en stripboeken. Hij is zelfs enige tijd, met Paul Giambaccini, mede-eigenaar geweest van een stripboekenwinkel in Londen. Ook heeft hij een grote interesse voor Japan, die geuit wordt in de show Japanorama, die tot 2007 werd uitgezonden op de BBC.
Hij is goed bevriend met Ricky Gervais en heeft hem, nadat diens kat Colin was gestorven, een nieuwe kat geschonken, tijdens een van de uitzendingen van Friday Night. Ross heeft ook een kleine rol vervuld in Gervais' serie Extras, waar hij zichzelf speelde en een goede vriendschap ontwikkelde na een fictionele verschijning in Friday Night with Jonathan Ross.

## Carrière
Ross presenteert een eigen radioshow op BBC Radio 2, heeft een filmprogramma en een eigen wekelijkse talkshow op BBC One: Friday Night with Jonathan Ross. De talkshow wordt gekenmerkt door een losse stijl van interviewen, met veel persoonlijke en onconventionele vragen, korte intermezzo's waarin Ross vaak zijn eigen gezin betrekt, en korte liedjes van zijn huisband Four Poofs and a Piano ('Vier flikkers en een piano'). Ook presenteert hij vaak speciale shows en specials (zoals de BBC-tv-registratie van Live 8).
In april 2006 lekten details van zijn salaris, en dat van andere BBC-beroemdheden, uit naar de pers. Volgens geruchten zou hij rond de £530.000 (ongeveer 795.000 euro) per jaar verdienen voor zijn radioshow. In juni van datzelfde jaar lekte uit dat hij de best betaalde televisiepersoonlijkheid van Groot-Brittannië is doordat zijn contract tot 2010 werd verlengd voor 18 miljoen pond (ongeveer 27 miljoen euro). In 2008 publiceerde hij zijn autobiografie, Why do I say these things? genaamd.
Op 29 oktober 2008 werd hij samen met Russell Brand door de BBC geschorst, na een grappig bedoeld telefoontje aan Andrew Sachs ('Manuel' uit Fawlty Towers). Het duo liet een bericht achter op de voicemail van de 78-jarige Sachs, waarin komiek Brand grapte dat hij seks had gehad met diens kleindochter. De uitzending zorgde voor veel klachten. Zelfs premier Gordon Brown sprak zijn afkeuring uit over het optreden van Ross en Brand.

## Wetenswaardigheden
- Ross spreekt met een rotacisme, waardoor hij de letter 'r' als 'w' uitspreekt.
- Hij is bekend om zijn flamboyante manier van kleden en wint regelmatig prijzen voor zowel 'beste' als 'slechtste' geklede beroemdheid. Toen hij een keer te gast was bij Room 101 gaf hij zelf toe dat hij zijn eigen manier van kleden niet uit kon staan. Ook zijn bekende lange haardracht zorgt voor gemengde reacties bij het publiek.
- Ross presenteerde in 2005 een jubileumprogramma over 20 jaar EastEnders; Grant en Phil Mitchell noemde hij the brothers that hair forgot en de Slater-zusjes the Walford Spice Girls.